# Астраханский 12-й гренадерский полк

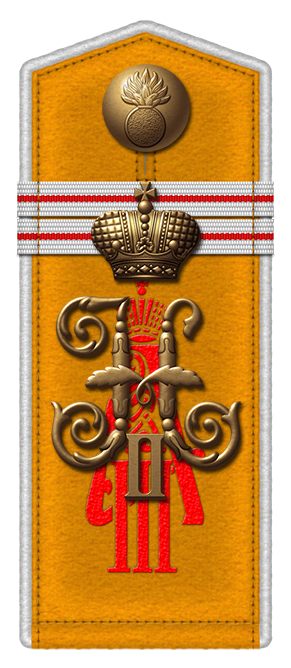
Погон младшего унтер-офицера на 1914 год

12-й гренадерский Астраханский императора Александра III полк — пехотная воинская часть Русской императорской армии. С 1814 года входил в состав 3-й гренадерской дивизии.
- Старшинство — 25 июня 1700 года.
- Полковой праздник — 22 октября.
- Место дислокации — Москва (Астраханские казармы на Золоторожской улице).

## Места дислокации
1708 — Путивль.
1757 — Великие Луки.
1767 — Новгород.
1812 — Седлец.
1820 — Епифань Тульской губернии. Второй батальон полка на поселении в Новгородской губернии.
1872 — Сувалкская губерния.
1877 — Замостье.
1904-1914 — Москва.
- Золоторожская ул., Астраханские казармы.

## История
- 25 июня 1700 — Сформирован в Новгороде генерал-майором князем И. Ю. Трубецким из рекрут как пехотный Романа Брюса полк в составе гренадерской и 9-ти фузилёрных рот.
- 1700—1721 — Участвовал в Северной войне, получив боевое крещение в Нарвском сражении. Участвовал в штурме Нотебурга, взятии Ниеншанца, строительстве укреплений С.-Петербурга, в штурме Нарвы, при Полтаве, в осаде Риги, Пернова, в боях в Померании и в осаде Штеттина, у Або, в Гангутском сражении, при взятии Вазы, занятии Аландских островов и осаде Стокгольма.
  - 25 июня 1702 — Пехотный Дениса Риддера полк.
  - 12 октября 1704 — Пехотный Бутерера полк. Приведён в двухбатальонный состав: по 1 гренадерской и 4 фузилёрных роты в каждом батальоне.
  - 10 марта 1708 — Вологодский пехотный полк.
- 1722—1723 — Участвовал в русско-персидской войне.
- 9 июня 1724 — 4 роты, находившиеся в персидском походе под командованием подполковника Лукея, отчислены на формирование Дагестанского пехотного полка (в 1743 году поступил на комплектование флота), взамен их в полку сформированы новые.
- 16 февраля — 13 ноября 1727 — 2-й Костромской пехотный полк.
- 1735—1739 — Участвовал в русско-турецкой войне.
- 1741—1743 — Участвовал в русско-шведской войне.
- 1748 — Участвовал походе в Богемию.
- 1756 — 1763 — Участвовал в Семилетней войне, в осаде Мемеля и в сражениях при Гросс-Егерсдорфе, при Пальциге, отличился при Кунерсдорфе (в последнем потерял убитыми и ранеными 32 офицера и 400 нижних чинов, ранен был и командир полка полковник граф Остерман), участвовал во взятии Берлина и сражении при Гольнау.
- 25 апреля 1762 — Мушкетерский генерал-майора Принца Карла Курляндского полк. Приведён в двухбатальонный состав (1 гренадерская и 5 мушкетёрских рот в каждом батальоне).
- 5 июля 1762 — Вологодский пехотный полк.
- 1768 — 1774 — участвовал в русско-турецкой войне.

- 1787—1791 — Участвовал в русско-турецкой войне.
- 5 июля 1790 — После укомплектования нижними чинами Ингерманландского пехотного полка и рекрутами назван Астраханским гренадерским полком.
- 1792 — Участвовал в польской кампании. Вновь приведён к двухбатальонному составу (по 5 гренадерских и 2 флигель-роты в каждом батальоне).
- 1794 — Участвовал в польской кампании.
- 1796 — Определён в Смоленскую инспекцию.
- 31 октября 1798 — Гренадерский генерал-майора Бороздина полк.
- 19 февраля 1799 — Гренадерский наследного принца Мекленбургского полк.
- 31 марта 1801 — Астраханский гренадерский полк.
- 29 декабря 1802 — Находясь в крепости Корфу, выделил гренадерскую роту на формирование Куринского мушкетёрского полка. Приведён к трёхбатальонному составу (по 4 роты в батальоне).
- 1806 — Определён в 8-ю (затем переименованную в 9-ю) дивизию.
- 1806 — Участвовал в русско-турецкой войне (в переправе через Днестр и взятии Хотина).
- 1807 — Участвовал в войне с Наполеоном (сражение при Остроленке).
- 1811 — Определён во 2-ю бригаду 2-й гренадерской дивизии.
- 1812 — В начале кампании действующие батальоны находились в составе своей дивизии в 8-м пехотном корпусе 2-й Западной армии. Запасной батальон был определён на формирование 35-й пехотной дивизии и поступил во 2-й резервный корпус генерала Ф. Ф. Эртеля. Гренадерская рота 2-го батальона находилась в составе Второй сводно-гренадерской дивизии 8-го пехотного корпуса 2-й Западной армии и почти полностью погибла в сражении при Бородине. Полк участвовал в Шевардинском бою, в сражениях при Бородине (потерял 175 человек убитыми, в том числе командира полка полковника Буксгевдена, 438 ранеными и 61 пропавшими без вести), Малоярославце, дер. Ути и Красном.
- 1813 — Участвовал в заграничных походах (сражался при Лютцене, Баутцене и Лебау).
- 1814 — Определён в 3-ю гренадерскую дивизию (участвовал в сражениях при Лейпциге, Ла-Ротьере, Арси-сюр-Об и Париже).
- 1817—1826 — На поселении в Новгородской губернии.

- 1831 — Участвовал в Польском походе (сражение при Грохове, поход против отряда Дворницкого, сражение при Остроленке, причем по окончании последнего в полку осталось не более 600 человек). Отличился при взятии Варшавы.
- 28 января 1833 — Присоединена половина 6-го карабинерного полка и назван Астраханским карабинерным полком.
- 26 февраля 1845 — Наименован Карабинерным Его Императорского Высочества великого князя Александра Александровича полком.
- 19 марта 1857 г. — Астраханский карабинерный Его Императорского Высочества великого князя Александра Александровича полк.
- 25 марта 1864 — 12-й гренадерский Астраханский Его Императорского Высочества Великого Князя Александра Александровича полк.
- 29 мая 1865 — 12-й гренадерский Астраханский Его Императорского Высочества Наследника Цесаревича полк.
- 1877—1878 — Полк участвовал в русско-турецкой войне.
- 28 ноября 1877 — Отличился в сражении при Плевне, отбив у турок 8 орудий и захватив большое зелёное знамя Осман-паши.
- 2 марта 1881 — 12-й гренадерский Астраханский Его Величества полк.
- 2 ноября 1894 — 12-й гренадерский Астраханский Императора Александра III полк.
- Полк — участник Первой мировой войны. В частности, отличился в Ченстохово-Краковской операции в ноябре 1914 г.[4][5], Таневском сражении 18—25 июня 1915 г. в составе отряда генерала Веселовского[6][7][8][9][10].
- 21 марта 1918 — расформирован приказом №69 Московского областного комиссариата по военным делам[11].
- Часть офицеров и солдат принимали участие в Гражданской войне в составе ВСЮР. Например, полковник Кочкин командовал ротой в Офицерском Марковском полку, а потом формировал гренадерский батальон в составе белогвардейцев. Последние гренадеры погибли в составе этого батальона в Улагаевском десанте.

## Шефы
- 25.04.1762 — 05.07.1762 — генерал-майор принц Курляндский Бирон, Карл Эрнст
- 03.12.1796 — 29.11.1797 — генерал от инфантерии князь Долгоруков, Юрий Владимирович
- 29.11.1797 — 19.02.1799 — генерал-майор Бороздин, Михаил Михайлович
- 19.02.1799 — 02.09.1809 — генерал-лейтенант наследный принц Мекленбург-Шверинский Фридрих-Людвиг
- 26.02.1845 — 21.10.1894 — Император Александр III
- 1870—1874 — генерал-фельдмаршал Берг, Фёдор Фёдорович 2-й шеф
- 25.06.1900 — 04.03.1917 — Император Николай II

## Командиры

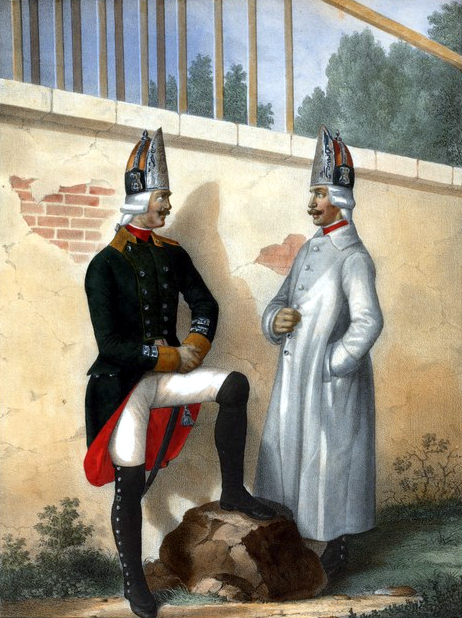
Фузилёры Астраханского Гренадерского полка.
Около 1800 года.

Гренадер-инструктор младший унтер-офицер 12-го гренадерского Астраханского полка, 1917 год.

- 25.06.1700 — хх.хх.1701 — полковник Брюс, Роман Вилимович
- хх.хх.1701 — хх.хх.1703 — полковник Ридер, Иван Иванович
- 12.10.1704 — хх.хх.хххх — полковник фон Бутерер (Бутлер), Иван Юрьевич
- 02.04.1714 — хх.хх.1717 — полковник князь Барятинский, Иван Фёдорович
- 15.07.1725 — 06.06.1735 — полковник Козинский, Александр Семёнович
- 11.07.1737 — хх.хх.1739 — полковник Рахманинов, Анисим
- 25.10.1739 — 11.01.1746 — полковник Нечаев, Варфоломей Ермолаевич
- 01.01.1748 — 25.12.1755 — полковник Кошелев, Иван Федосеевич
- 25.12.1755 — 01.06.1758 — полковник фон Дерден, Фридрих (Фёдор)
- 01.06.1758 — 02.08.1759[13] — полковник граф Остерман, Фёдор Андреевич
- 02.08.1759 — хх.хх.1762 — подполковник Мухин, Владимир
- 17.04.1763 — 17.01.1767 — полковник Бейер фон Вейсфельд, Отто
- хх.хх.1767 — 21.04.1773 — полковник Нащокин, Воин Васильевич
- 21.04.1773 — 05.05.1779 — полковник (с 01.01.1779 бригадир) князь Вяземский, Андрей Иванович
- хх.хх.1779 — 22.09.1786 — полковник (с 24.04.1784 бригадир) Вязмитинов, Сергей Кузьмич
- 21.04.1787 — 24.11.1794 — полковник (с 25.03.1791 бригадир) Шошин, Яков Герасимович
- хх.хх.1794 — 15.09.1797 — полковник Дурасов, Михаил Зиновьевич
- 15.09.1797 — 28.04.1798 — полковник барон Дальгейм, Иван Иванович
- 05.07.1798 — 19.02.1799 — полковник Депрерадович, Леонтий Иванович
- 19.02.1799 — 13.05.1799 — генерал-майор Бороздин, Михаил Михайлович
- 13.05.1799 — 22.07.1799 — генерал-майор Кульнев, Иван Петрович
- 22.07.1799 — 13.08.1799 — полковник Депрерадович, Леонтий Иванович
- 13.08.1799 — 19.10.1799 — генерал-майор Недобров, Василий Александрович
- 19.10.1799 — 07.12.1799 — генерал-майор барон Игельстром, Егор Астафьевич
- 07.12.1799 — 16.03.1807 — генерал-майор Туманский, Григорий Васильевич
- 20.04.1807 — 23.10.1807 — генерал-майор Фок, Борис Борисович
- 09.11.1807 — 26.08.1812[14] — полковник Буксгевден, Иван Филиппович
- Временно капитан Татаринов.
- 24.12.1812 — 15.09.1813 — полковник барон де Дамас, Максим Иванович
- 19.05.1814 — 01.06.1815 — полковник барон Гейс
- 01.06.1815 — 30.08.1818 — полковник Фридберг, Иван Петрович
- 30.08.1818 — 21.05.1826 — полковник Акутин, Александр Никитич
- 26.08.1826 — 14.04.1829 — полковник Коханов, Семён Васильевич
- 09.10.1830 — 14.02.1833 — подполковник Бабиков, Яков Егорович
- 14.02.1833 — 16.02.1839 — полковник (с 01.01.1839 генерал-майор) Голоушев, Александр Фёдорович
- 03.04.1839 — 06.01.1843 — подполковник (с 17.08.1840 полковник) Толстой, Фёдор Иванович
- 06.01.1843 — 30.10.1850[15] — полковник (с 06.12.1849 генерал-майор) Алехнович, Иван Филиппович
- 21.11.1850 — 03.04.1858 — полковник (с 26.08.1856 генерал-майор) Полтинин, Фёдор Петрович
- 03.04.1858 — 07.07.1863 — полковник Шебашев, Николай Михайлович
- 07.07.1863 — 07.08.1864[16] — полковник Сюннерберг, Альберт Теодорович
- 12.08.1864 — 01.01.1872 — полковник Квитницкий, Леонид Ксенофонтович
- 13.01.1872 — 10.09.1877 — полковник Радзишевский, Пётр Иванович
- 10.09.1877 — 07.04.1886 — полковник Крюков, Григорий Васильевич
- 03.05.1886 — 06.09.1896 — полковник Элита фон Вольский, Вильгельм Эдуардович
- 16.09.1896 — 16.12.1901 — полковник Тимофеев, Николай Петрович
- 18.12.1901 — 06.12.1903 — полковник Добрышин, Филипп Николаевич
- 12.12.1903 — 05.12.1904 — полковник Мин, Георгий Александрович
- 07.12.1904 — 15.01.1909 — полковник Ребиндер, Алексей Максимович
- 17.01.1909 — 17.05.1911 — полковник Матковский, Михаил Фелицианович
- 17.05.1911 — 10.11.1914 — полковник Пестржецкий, Михаил Илариевич
- 10.11.1914 — 25.10.1915 — полковник Егорьев, Владимир Николаевич
- 25.10.1915 — 30.11.1915 — полковник Дединцев, Лев Николаевич
- 30.11.1915 — 08.02.1917 — полковник Квитницкий, Леонид Викторович
- 11.02.1917 — 30.06.1917 — полковник Арцишевский, Александр Владиславович

## Знаки отличия
1. Полковое знамя Георгиевское с надписями: «За отличие при взятии приступом Остроленки 14 Мая 1831 г. и за разбитие и пленение Турецкой Армии под Плевною 28 Ноября 1877 г.» и «1700-1900». С Александровской юбилейной лентой. Высочайшие грамоты от 23.01.1832 г., 25.06.1850 г., 14.07.1878 г. Высочайшие приказ от 25.06.1900 г.
2. Знаки на головные уборы с надписью: «За отличие». Пожалованы 2.04.1814 г. за отличие в войну 1812-14 гг.
3. Две Георгиевские трубы с надписью: «За разбитие и пленение Турецкой Армии под Плевною 28 Ноября 1877 г.». Пожалованы 17.04.1878 г. Высочайшая грамота от 14.06.1878 г.
4. Полковое знамя полка до 1812 года.

## Известные люди, служившие в полку
- Багратион, Пётр Иванович — российский генерал от инфантерии, князь, герой Отечественной войны 1812 года.
- Богданов, Иван Миныч (1802—1867) — генерал-майор, участник Кавказской войны.
- Бонч-Бруевич, Михаил Дмитриевич — русский и советский геодезист, военный теоретик, участник Первой мировой и Гражданской войн.
- Голенищев-Кутузов, Михаил Илларионович — генерал-фельдмаршал.
- Калинин, Степан Андрианович (1890—1975) — советский генерал-лейтенант, служил в полку в 1912—1914 годах младшим унтер-офицером.
- Левашев, Павел Артемьевич — писатель.
- Мещерский, Прокопий Васильевич — писатель.
- Петровский, Николай Фёдорович (1837—1908) — российский императорский генеральный консул в Кашгаре.
- Станайтис, Иосиф Петрович (1865—1925) — и. о. Главнокомандующего Войска Литовского в 1922—1923 годах.
- Турищев, Алексей Сергеевич — автор музыки к песне «Врагу не сдаётся наш гордый «Варяг»».
- Храпачёв, Василий Иванович (1786—1851) — генерал-лейтенант, генерал-кригс-комиссар, участник Наполеоновских войн.
- Цыбин, Владимир Николаевич — флейтист, композитор и дирижёр.